# Klaus Feiler

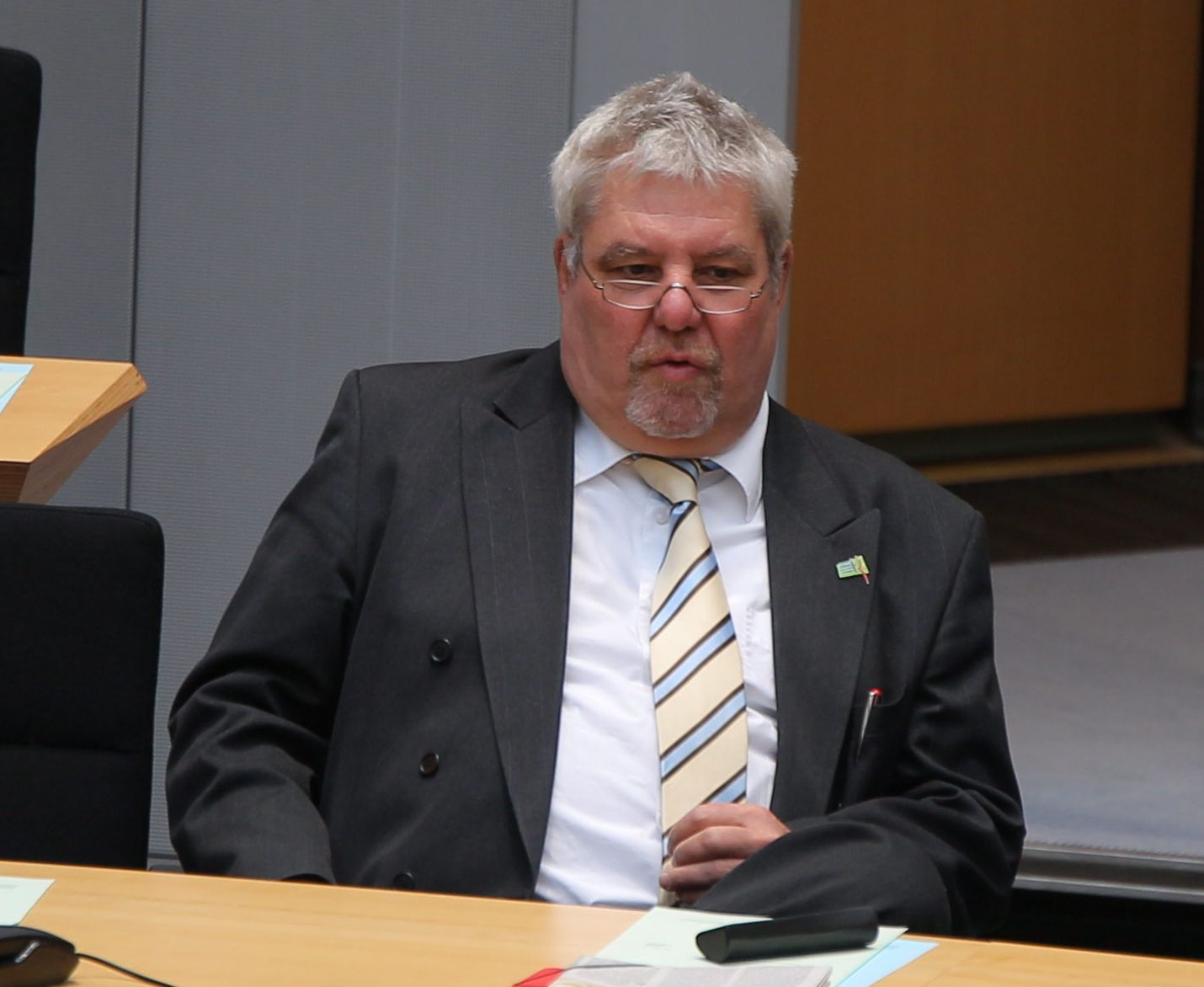
Klaus Feiler (2016)

Klaus Feiler (* 21. September 1954 in West-Berlin) ist ein deutscher Volkswirt und parteiloser politischer Beamter. Von 2012 bis 2018 war er Staatssekretär in der Senatsverwaltung für Finanzen des Landes Berlin.

## Leben
Nach seinem Abitur, welches er 1973 in Berlin ablegte, nahm Feiler ein Studium der Volkswirtschaftslehre an der Technischen Universität Berlin auf (1974–1981). Es folgten Stellen als wissenschaftlicher Angestellter an der Fakultät für Volkswirtschaftslehre ebendort (1981–1985), Leiter der Personalentwicklung der Philips GmbH in Wetzlar (1985–1987), stellvertretender Sprecher des Bundesministeriums der Finanzen (1987–1990) und im Finanzministerium des Landes Brandenburg als Büroleiter des Ministers, des Staatssekretärs und Pressesprecher (1991–1999) sowie Leiter des Grundsatzreferates für die Aufstellung und Durchführung des Landeshaushalts (1999–2002).
2002 wechselte Feiler als Leiter der Haushaltsabteilung und der Arbeitsgruppe Gender Budgeting zur Senatsverwaltung für Finanzen des Landes Berlin. Dort wurde er am 15. Februar 2012 zum Staatssekretär ernannt, nachdem er das Amt seit dem 27. Oktober 2011 als Nachfolger von Iris Spranger kommissarisch bekleidet hatte. Er übte das Amt unter den Senatoren Ulrich Nußbaum und Matthias Kollatz aus, bis er am 23. Oktober 2018 in den einstweiligen Ruhestand versetzt wurde. Sein Nachfolger wurde Fréderic Verrycken.